# میدان تاریخی قندی
میدان تاریخی قندی مربوط به دوره قاجار است و در شهرستان آران و بیدگل، بخش کویرات، شهر ابوزیدآباد ، خیابان امام، کوچه میدان قندی واقع شده و این اثر در تاریخ ۲۰ اردیبهشت ۱۳۸۶ با شمارهٔ ثبت ۱۹۰۴۲ به‌عنوان یکی از آثار ملی ایران به ثبت رسیده است.